# Jüdischer Friedhof (Heuchelheim bei Frankenthal)

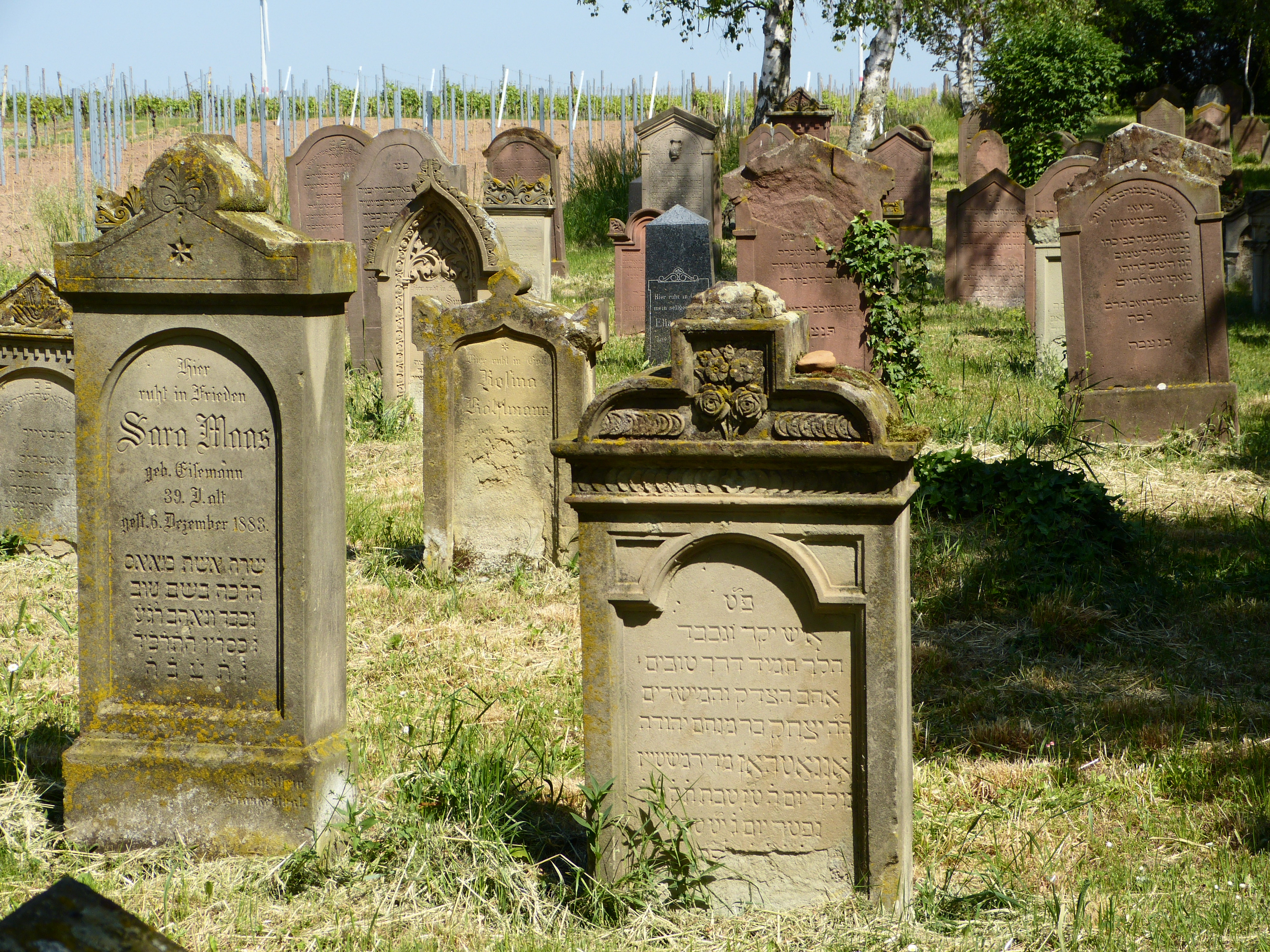
Jüdischer Friedhof in Heuchelheim bei Frankenthal

Der Jüdische Friedhof in Heuchelheim bei Frankenthal, einer Ortsgemeinde im Rhein-Pfalz-Kreis in Rheinland-Pfalz, wurde 1825 angelegt. Der 23,90 Ar große jüdische Friedhof befindet sich nördlich des Ortes in der Flur Im Ring.
Der Friedhof wurde von 1825 bis nach 1933 belegt. Heute sind noch 118 Grabsteine erhalten.